# René Bianchi (parfumeur)
Pour les articles homonymes, voir René Bianchi (homonymie) et Bianchi.
 (novembre 2018).
René Bianchi ou Bianco,, francisé en de Biancque, connu sous le nom de Maître René, est un Italien, originaire de Florence ou de Milan, qui fut parfumeur de la reine Catherine de Médicis et qui avait acquis une réputation d'empoisonneur de la reine de son vivant[réf. nécessaire], qu'il entretint[réf. nécessaire].

## Biographie
On ne sait rien de sa vie, sinon qu'il est né à Milan ou à Florence et qu'il était de la suite de Catherine de Médicis, pour son mariage avec Henri II en 1547. Il s'est établi sur le pont Saint-Michel, près du palais de la Cité, où il était très en vogue et s'est marié à une femme qui serait une (ou aurait fini) prostituée[réf. nécessaire], dont il eut deux fils :
- Jean-Baptiste (Jehan Baptiste) de Biancque (...-janvier 1586/7), qui reprendra l'office de son père comme parfumeur du roi en 1578[8] ;
- un fils cadet (...-janvier 1586/7).

Ils furent condamnés à mort (roués ou pendus) en 1586 ou 1587 pour les assassinats d'une femme de soixante-dix ans, du petit-fils et de la servante de cette dernière, selon Pierre de L'Estoile, lors du cambriolage de leur logis.
Le lendemain ou pendant le massacre de la Saint-Barthélemy, René a égorgé un ami joaillier, boiteux et protestant en le menant chez lui, soi-disant pour le cacher, puis le jeta depuis le pont Saint-Michel, dans la Seine[réf. nécessaire]. Il serait aussi allé dans les prisons pour tuer des prisonniers protestants[réf. nécessaire].
Il serait mort sur un tas de fumier « consumé de pous [sic] et de vermine » et sa femme « au lit d'honneur », en un cagnard, selon Pierre de L'Estoile.

## La légende noire
Alexandre Dumas, dans sa Reine Margot, dit de lui qu'il « réunissait la double charge de parfumeur et d’empoisonneur de la reine mère » : il fut suspecté d'avoir empoisonné Jeanne d'Albret, reine de Navarre et mère du futur Henri IV de France, avec des gants empoisonnés, ce dont il se serait vanté. Cette image est prise dans son adaptation de 1954 où il est interprété par Louis de Funès, et dans celle de 1994 où c'est Ulrich Wildgruber (de) qui endosse son rôle. Le premier a uniquement empoisonné un livre qui sera fatal à Charles IX, pendant que l'autre a aussi empoisonné la reine Jeanne et Charlotte de Sauve.